# صنعت پوشاک

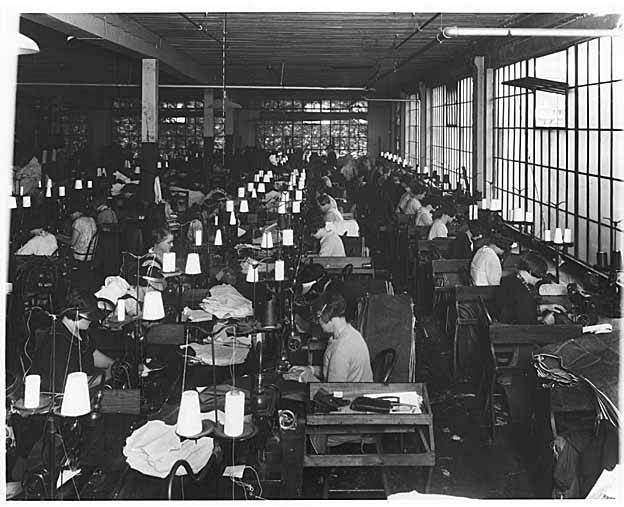
زنان مشعول به کار در شرکت تولیدی پوشاک سیاه، ایالات‌متحده آمریکا، سیاتل، سال ۱۹۲۷ میلادی

صنعت پوشاک (انگلیسی: Clothing industry) انواع تجارت و صنایع مختلف را در طول زنجیره تولید و ارزش پوشاک در بر می‌گیرد. این صنعت از صنعت نساجی (تولیدکنندگان پنبه، پشم، خز و الیاف مصنوعی) تا تزئینات و گلدوزی، صنعت مد تا خرده‌فروشان پوشاک و تجارت عمده انواع لباس‌ها و بازیافت منسوجات را به خود اختصاص می‌دهد.